# 桑德施泰特
桑德施泰特是德国下萨克森州的一个市镇。总面积56.21平方公里，总人口1638人，其中男性839人，女性799人（2011年12月31日），人口密度29人/平方公里。